# 司馬㻱
司马㻱（?—?），字贤明，东晋宗室，晋元帝之孙，武陵威王司马晞之子。
司马㻱出继司马翘，升平三年（359年）十二月袭封梁王。官至永安太仆、散骑常侍。咸安元年（371年）十一月，桓温废黜司马㻱与其父司马晞的官爵，贬到新安。司马㻱死后追赠散骑郎。太元十二年（387年）九月，晋孝武帝恢复司马晞、司马㻱父子的官爵，立司马㻱子司馬和为梁王。
| 前任： 司马翘 | 晋朝梁王 359年－371年 | 繼任： 司馬和 |